# 渡辺惟精
渡辺 惟精（わたなべ これあき、1845年12月23日〈弘化2年11月25日〉 - 1900年〈明治33年〉8月2日）は、明治時代の日本の官僚。
北海道三笠市の前身である市来知村開拓の祖として知られる。

## 経歴
1845年（弘化2年11月25日）、美濃国安八郡大藪村の農家、與平の次男として生まれる。幼名は仁三郎で、龍之介や謙蔵とも呼ばれたが、長じてからは惟精と名乗った。
1869年（明治2年）、奉公先の薩摩藩大阪屋敷留守居役の推挙で、堺県捕亡吏となる。
1871年（明治4年）、鹿児島県士族となる。五代友厚や大久保利通と親交を深め、堺県の県令であった税所篤からも秘書官として重用された。
1874年（明治7年）秋、鹿児島県士族の一団が寺院や民家を襲撃して酒食に耽るという事件が起きる。このとき、犯人を不問に付そうとした税所に対し、惟精は真っ向から異を唱えたため、税所の怒りを買って免官された。
しかし、五代からの書を通じて事件の顛末を知った大久保の意向で、惟精は警視庁大警部に抜擢される。その後は警視補を経て、1875年（明治8年）には臨時裁判所判事、1877年（明治10年）に鹿児島県警察署長、そして1878年（明治11年）11月には小菅の東京集治監初代典獄と、次々に昇進を重ねた。
1881年（明治14年）には内務省で権少書記官に就き、同年7月、北海道監獄設置事務取調のため市来知へと出張。翌1882年（明治15年）、空知集治監の初代典獄に任じられた。
1889年（明治22年）1月、空知郡長・市来知村戸長・警察署長を兼任する。
1890年（明治23年）7月15日、宮城集治監への栄転のため、市来知を去る。このとき惟精は、自らの貸下地三十数万坪を市来知村に寄贈しており、これが市来知区有財産の基となった。
それからわずか3か月後の1890年10月、今度は福岡県の三池集治監の典獄に任じられる。そこは三井三池炭鉱の麓に近く、囚人の多くは鉱山労働者であり、集治監の運営は事実上、三井財閥の支配下に置かれていた。惟精は集治監運営の改革に着手するが、自らの影響力を残そうとする財閥側は、対抗措置として井上馨内務大臣に再三圧力を掛けた。
1893年（明治26年）1月、井上は惟精を警視に任じ、愛知県警察部長へ栄転させるという形で事態の収拾を図ろうとした。しかし、この人事の裏を知る惟精は、愛知県に一応は赴任の挨拶をした後で即日辞任し、小石川の自宅に退いた。
1900年（明治33年）8月2日、自宅にて死去。